# Ejectes
Ejectes (Les Ejectes) – francuska grupa muzyczna, powstała w 1988 roku. Jej założycielami są Steff Tej (śpiew i gitara) oraz Simon, który wówczas był managerem. Od początku swojego istnienia zespół łączył takie gatunki muzyczne jak punk, ska, reggae, blues oraz hip-hop z mocnym wpływem francuskiego rocka (Nino Ferrer, Serge Gainsbourg).

## Historia

### Początki zespołu
Członkowie zespołu (Fred - perkusja, Philippe - bas, Lolo - trąbka oraz Steff - śpiew i gitara) poznali się w kantynie. Nie mieli mikrofonów ani wzmacniaczy, grali na piecach. W tamtym czasie do grupy dołączył Fred (klawisze) oraz Franc (saksofon). Grupę często różne nieprzyjemności, problemy piętrzyły się a niekiedy zespół wyrzucany bywa z sal prób. Wyrzucani, by podkreślić swój status muzyków tworzących poza establishmentem przybrali wiele mówiącą nazwę Les Ejectés czyli właśnie Wyrzuceni. 

### Pierwsze koncerty i festiwale
Les Ejectés zagrali pierwszy koncert 21 czerwca 1988 roku, na ulicy. Wieści o tym koncercie rozeszły się wśród znajomych drogą pantoflową. Kilka tygodni później Frank zastąpił Freda na perkusji. Pierwszy festiwal zespołu to Availles Limouzine w Charente, potem Vassiviere, gdzie zagrali razem z Babylon Fighters, Les Frolons oraz la Marabunta. Właśnie wtedy zostali dostrzeżeni przez prasę. Ejectes znalazł stabilną salę prób, gdzie ćwiczył materiał na koncerty w St Etienne i Egletons. Następnie wystąpił po raz pierwszy w sali koncertowej ich rodzinnego miasta Limoges. Kilka miesięcy później, zespół zaczyna zdobywać uznanie w lokalnych mediach, klubach, i u lokalnych artystów.

### Nagranie pierwszej płyty
W 1989 roku grupa miała na koncie ponad 40 zagranych koncertów m.in. na festiwalu SOS rasizm w La Rochelle oraz jako support (muzyka) dla Mano Negry w Tuluzie. Promocja ta miała służyć nagraniu pierwszego dema, nota bene w szałasie w Bordeaux. Na tym pierwszy nagraniu znalazło się 7 tytułów, które otworzyły drzwi na nowe koncerty i pozwoliły dotrzeć do pierwszej rozgłośni radiowej RMC. Na tej stacji Franc Pelou puszczał utwór Rockskaroots i rozesłał demo do ponad 20 wydawców.
Różne niezależne rozgłośnie i stowarzyszenia wspierały początkujących muzyków z Les Ejectés. Piosenka AAOAOAA wyszła na angielskiej składance Unicorn Records. Pod koniec roku François Bregez nakręcił klip do kawałka Rocksaroots, na peronie dworca północnego w Paryżu. Wtedy też grupa po raz pierwszy opuściła Francję, jadąc na festiwal do Genewy.
Kilka wydawnictw muzycznych zaczynało interesować się zespołem, oni jednak chcieli związać się wyłącznie z wydawnictwem niezależnym. Żadne z nich nie mogło jednak wydać krążka w dostatecznie dobrej jakości. Po półtora roku pracy i prób, zespół nie czekał dłużej z nagraniem płyty. Koncertów było coraz więcej a Musidisc, wielkie wydawnictwo muzyczne naciskało na zespół. Inne wydawnictwa też chciały podpisać z Ejectes kontrakt ale Musidisc doprowadził do ugody z grupą.
Cały czas kontynuując trasę, Ejectes przygotowywał się do nagrania. Nastąpiło to w Sun Studio. 14 dni ostatecznych przygotowań, 7 dni miksowania, 2 kawałki dziennie. 

### Zmiany w zespole
Zespół kontynuował udział w licznych festiwalach m.in. w anty-nazistowskim festiwalu w Genewie. W Paryżu grali koncert z hiszpańskim zespołem ska Securidad Social.
W październiku 199o roku, w czasie Iracko-Irańskiej wojny golfowej na rynku francuskim pojawiła się płyta Glauque City Tej. Sprzeciwia się ona wojnie i dyktaturze dolara, za co spadł na nią cień cenzury. Mimo wszystko grupa nadal koncertowała razem z les Shérifs, Dirty District, a na Festiwalu Ras la Meute w Paryżu razem z Molodi, Parkinson Square oraz w czasie Wiosny w Brugii razem z Sai Sai i Les Vindicators.
Ejectes, mimo zmęczenia spowodowanego dużą aktywnością estradową, nadal koncertował w coraz gorszych warunkach: jeździli w starej ciężarówce bez elektryczności ani wody kilka tysięcy kilometrów. Philippe, basista, rzucił zespół a Frank, saksofonista, pojawiał się na próbach już tylko okazjonalnie.
Powstała nowa ekipa: Renaut gra na saksofonie, Jim na puzonie. Po 3 tygodniach prób, znów byli w trasie. Trasa rozgrzewająca prowadziła przez St Léonard i Tours, gdzie zespół grał przed 10-tysięczną widownią wraz z Fleshtones i arçons Bouchers. Dzięki koncertom m.in. z Mano Negra, Mescaleros, LSD, Pow Wow, Garçons Bouchers, Washington Dead Quats krystalizuje się styl zespołu - bardziej rockowy i melodyjny.
Pod koniec roku 1992 nastąpiły kolejne zmiany w zespole: pojawił się drugi gitarzysta oraz dwie chórzystki (Martha i Betty).

### Nagranie 2. albumu i założenie wytwórni płytowej
W tym samym czasie zespół zapoznał się z Denisem Morrisem, przyjacielem i fotografem Boba Marleya i Johna Lydola. Jamajczyk, spędził z zespołem kilka tygodni i zapoczątkował nowy styl pracy. Wynikiem tego spotkania są tytuły takie jak Fight Back, utwór Morrisa, przearanżowany przez zespół. Ejectes miał nagrywać na Jamajce, ale z wytwórni Musidisc odszedł jej dyrektor artystyczny co przeszkodziła w planach. Wszyscy członkowie grupy jednomyślnie postanowili zerwać kontrakt z wydawnictwem. Jednak stracili w niej swój pierwszy album.
W 1993 roku zespół mniej koncertował. Co jednak Ejectes wykorzystał, by zacząć pracę nad nowym albumem i stworzyć własną wytwórnię płytową Disques Du Tire (Płyty tygrysa). Album nagrany został w studiu le Calais przez Petrosa Drosesa. Pierwszy singiel wyszedł w połowie grudnia 1993 roku pod nazwą Steff Tej et les Ejectés. Są na nim też 4 utwory z Ragga Protest Songs. Organizacja działa bardzo sprawnie i album Ragga Protest Songs, opublikowany w 1994, był dystrybuowany przez Media 7, co pozwoliło grupie wrócić na trasę i grać koncerty.
W 1995 potwierdzając sukces Ragga Protest Songs Ejectes zagrało ponad 80 koncertów w kraju, ale i w Hiszpanii (udział w ogromnym reggowisku Uzona), Szwajcarii i we Włoszech. W 1995 do zespołu dołączył basista Bruno, gitarzysta Nico oraz pianista François.

### Zmiana nazwy zespołu i 3. płyta
W 1996 zespół zaczął swoje tournée na wschód: Niemcy, Czechy, Polska. Potem znów pojechali do Włoch i wracają na festiwal Uzona do Hiszpanii. Od czasu wydania drugiego albumu zespół pozbywa się z nazwy zaimka Les. Grają z Les Specials, Ritą Marley i Zebdą. Pomiędzy koncertami grupa nagrała trzeci album Gangsta Skanka. Kilka miksów robi dla nich Mad Profesor, pracują m.in. w Londynie w studio Marcadet z Jean-Marc Delavallée'em. Steff.
1997 dla zespołu to rok koncertów zagranicznych. Tydzień w Barcelonie, drugie tournée po Polsce i Czechach, Hiszpanii, Szwajcarii. W Polsce wychodzi rodzime wydanie Gansgta Skanska w warszawskiej wytwórni QQRYQ Records. Zespół w tym roku angażował się w życie lokalne swojego miasta, pomagał młodym artystom rapu. Steff Tej brał udział w różnych przedsięwzięciach i zaprasza do współpracy nowych artystów: La Squadra, Dackland.
Rok 1998 oznaczał dla Ejectes rok maratonów muzycznych. Zespół wystąpił m.in. obok Boba Dylana, Beastie Boys, Deep Purple, Iggy Popa, i The Cors na festiwalu Docteur Musique w Hiszpanii. To właśnie tam wychodzi składanka Greatest Hits 88/98 pod skrzydłami Al.Leluia Records w Barcelonie. Z tej okazji nakręcony zostaje klip: Don't Bogart The Joint.

### Koniec lat dziewięćdziesiątych
Na przełomie lat 98/99 Steff spędził dużo czasu w Pradze, Nico poznał Polkę z Sopotu, gdzie przez pewien czas przebywał. W 1999 w Pradze wychodzi płyta winylowa. W środku roku do Ejectes zgłosił się dyrektor artystyczny wytwórni Tôt ou Tard działającej przy Warner Music. Zespół został pod skrzydłami Disques Du Tire i na licencji Tôt ou Tard. Wznowiony został Gangsta Skanka a utwór Bad Boy doczekał się wideoklipu.
W 2000 roku zespół wyjeżdża poza granice Europy: m.in. Tunezja, a także Kanada (gdzie Warner Canada zdecydował się na wydanie ich płyty). Zespół nagrał swój pierwszy koncert live, który wychodzi na płycie oraz kasecie video. Film był pokazywany w rodzinnym mieście w kinie Lido pod tytułem Live at Home.

### Choroba Steffa i nagranie kolejnej płyty
Rok 2001 zaczął się chorobą Steffa, który musiał być leczony w szpitalu. Wyjazdy były w tym czasie wstrzymane. Ale na początku 2002 grupa zaczynała już pierwsze próby nagrań na nową płytę Citoyens du monde, która została wydana w końcu 2003 roku. Zespół kończył tournée w Angers i po dwóch miesiącach przerwy pojechał do Waszyngtonu by dać serię koncertów. 
W 2004 wyszły płyty live we Francji i Polsce.

### ProjektClash…Cash
Zespół sfinalizował projekt Clash…Cash - serię koncertów poświęconych legendzie angielskiej sceny punkrockowej. Grupa spróbowała wczuć się w klimat, brzmienie i wygląd trasy The Clash z okresu 79/81. Wychodzi z tego historyczna rekonstrukcja stylu, nagrana pod koniec 2004 i wydana w październiku 2005 roku jako podwójna płyta z DVD o tytule Nightklubup. 
W 2005 i 2006 ruszył w trasę po kraju jak również odwiedził Litwę. W 2006 roku zespół nagrywa proekologiczny kawałek wraz z młodymi niepełnosprawnymi. W lipcu 2006 roku znów maraton koncertowy: Francja, Niemcy, Czechy i Polska. Jesienią 2006 roku zespół nagrywa Aux urnes citoyens - utwór namawiający obywateli do głosowania. 

### Szósta płyta i rocznica powstania
W styczniu 2007 trwały przygotowania do wydania nowego albumu L'enfer et le paradis, koncert w Zenicie w Limoges otworzył tournée z nowym albumem. Praca nad nowym albumem trwała aż do wakacji. We wrześniu wyszedł singiel Mon manager. Album trafił do sklepów w październiku.
Rok 2008 to 20. rocznica powstania zespołu. Z tej okazji zespół przygotowuje specjalną kompilację, która ukaże się na rynku jesienią. Ejectes zaplanował już tournée promujące nową płytę. 

## Dyskografia

### Albumy studyjne
- 1990: Glauque City Tej
- 1994: Ragga Protest Songs
- 1997: Gansgta Skanska
- 2002: Citoyens du monde
- 2004: Nightklubup
- 2007: L'enfer et le paradis

### Inne
- 1998: Greatest Hits
- 1998: 007: Seven covers for seven issues
- 2001: Live at Home

Źródło: http://www.ejectes.com, tłumaczenie (za zgodą autorów): Magdalena Jaroszewicz